# Ptolemaios III Euergetes
Ptolemaios III Euergetes, född 284 f.Kr. död 221 f.Kr., kung i ptolemeiska riket, son till Ptolemaios II Filadelfos, gift med Berenike II, far till Ptolemaios IV Filopator.
Ptolemaios började 246 f.Kr. sin regering med ett framgångsrikt fälttåg mot Seleukiderriket. Han trädde även i förbindelse med Grekland, valdes av Akaiska förbundet till överfältherre och mottog vid sitt hov den landsflyktige spartanske kungen Kleomenes. Konst och vetenskap omhuldade han i likhet med sina företrädare.